# NGC 6654
NGC 6654 (другие обозначения — UGC 11238, IRAS18252+7309, MCG 12-17-23, KARA 851, ZWG 340.45, 7ZW 793, PGC 61833) — линзообразная галактика в созвездии Дракона.
Этот объект входит в число перечисленных в оригинальной редакции «Нового общего каталога».
Галактика наклонена под углом 45° к лучу зрения. Она довольно велика, обладает крупномасштабной перемычкой и диском с невысокой поверхностной яркостью. На внешнем краю диска видно эмиссионное газовое кольцо звездообразования. Кроме этого внешнего кольца, газ есть ещё только в центральной области галактики, где он демонстрирует ударное возбуждение и быстро вращается, возможно в плоскости, наклонённой к плоскости симметрии галактики. Диск моложе и богаче металлами, чем балдж. NGC 6654 принадлежит к редкому типу линзовидных галактик, у которых омоложение (вторичное звездообразование) прошло в диске, а не в центральной области. Учитывая переобогащение магнием по отношению к железу в диске, это омоложение носило характер очень краткой вспышки, запущенной проходящей волной плотности. 